# لورينزو ألفاريز
لورينزو ألفاريز (بالفرنسية: Lorenzo Álvarez Capra)‏ (و. 1848 – 1901 م) هو مهندس معماري إسباني، ولد في مدريد، توفي في مدريد، عن عمر يناهز 53 عاماً.